# 約瑟夫·科農博
約瑟夫·伊素福·科農博（英語：Joseph Issoufou Conombo，1917年2月9日－2008年12月20日）是上伏塔共和國總理，任期從從1978年7月7日至1980年11月25日。他出生在孔比西里部，之後前往塞內加爾達卡就讀醫學院，並且在第二次世界大戰期間加入法國軍隊。

## 外部連結
- [永久] Obituary （法文）
- 1st page on the French National Assembly website （页面存档备份，存于）
- 2nd page on the French National Assembly website （页面存档备份，存于）